# Вотерфорд (Мичиген)
Вотерфорд (енгл. Waterford) град је у америчкој савезној држави Мичиген.

## Демографија
По попису из 2000. године број становника је 73.150.
| Група             | 2000.          | 2010.    |
| Белци             | 66.062 (90,3%) | 0 (0,0%) |
| Афроамериканци    | 2.114 (2,9%)   | 0 (0,0%) |
| Азијати           | 926 (1,3%)     | 0 (0,0%) |
| Хиспаноамериканци | 2.863 (3,9%)   | 0 (0,0%) |
| Укупно            | 73.150         | 0        |